# 한국문화센터
한국문화센터는 대한민국의 평생교육기관이다,
2000년 2월에 (사)한국문화센터연합회가 결성되었으며 현재 한국문화센터는 5개 권역 100여 개 지부가 운영되고 있다.

## 강좌
섬유예술, 조형예술, 응용미술, 꽃예술, 푸드아트, 토탈용등 6개 분야에 대한 문화강좌를 운영하고 있다.